# Primera División de Fútbol Femenino 2021 (Chile)
El Campeonato Nacional de la Primera División de Fútbol Femenino 2021, llamado por razones de patrocinio Campeonato Nacional de la Primera División de Fútbol Femenino Caja Los Andes 2021 fue la vigésimo segunda edición del torneo de la Primera División de fútbol femenino de Chile. El torneo se inició el 1 de mayo y finalizó el 8 de diciembre de 2021.

## Sistema
Los 16 equipos serán divididos en 2 grupos de 8 participantes cada uno según su posición en el Torneo de Transición de 2020, en donde se enfrentarán todos-contra-todos, en dos ruedas, totalizando una cantidad de 14 fechas. Los equipos que finalicen entre las primeras cuatro posiciones clasificarán a la instancia de cuartos de play-offs, para determinar al campeón. Los dos últimos de cada grupo descenderán automáticamente a la Primera B 2022, y los dos penúltimos jugarán un partido para definir a los otros dos descendidos.

## Localización

### Ubicación
| Equipo                    | Región        | Comuna o ciudad        |
| ------------------------- | ------------- | ---------------------- |
| Deportes Iquique          | Tarapacá      | Iquique                |
| Deportes Antofagasta      | Antofagasta   | Antofagasta            |
| Deportes La Serena        | Coquimbo      | La Serena              |
| Everton                   | Valparaíso    | Viña del Mar           |
| Santiago Wanderers        | Valparaíso    | Valparaíso             |
| Audax Italiano            | Metropolitana | Santiago (La Florida)  |
| Colo-Colo                 | Metropolitana | Santiago (Macul)       |
| Palestino                 | Metropolitana | Santiago (La Cisterna) |
| Santiago Morning          | Metropolitana | Santiago (Recoleta)    |
| Universidad Católica      | Metropolitana | Santiago (Las Condes)  |
| Universidad de Chile      | Metropolitana | Santiago (Nuñoa)       |
| Cobresal                  | O'Higgins     | El Salvador            |
| Fernández Vial            | Biobío        | Concepción             |
| Universidad de Concepción | Biobío        | Concepción             |
| Deportes Temuco           | Araucanía     | Temuco                 |
| Deportes Puerto Montt     | Los Lagos     | Puerto Montt           |

| Audax Italiano Universidad de Chile Colo-Colo Palestino Santiago Morning Universidad Católica |

## Información
| Equipo                    | Ciudad                 | Entrenador          | Estadio                          |
| ------------------------- | ---------------------- | ------------------- | -------------------------------- |
| Audax Italiano            | Santiago (La Florida)  | Juan Lobos          | Bicentenario de La Florida       |
| Cobresal                  | Santiago (Puente Alto) | Claudio Fuentes     | Municipal de Puente Alto         |
| Colo-Colo                 | Santiago (Macul)       | Luis Mena           | Monumental                       |
| Deportes Antofagasta      | Antofagasta            | Aldo Chanampa       | Regional Calvo y Bascuñán        |
| Deportes Iquique          | Iquique                | Andrés Carrasco     | Complejo Deportivo Césare Rossi  |
| Deportes La Serena        | La Serena              | Pablo Guerra        | Estadio La Portada               |
| Deportes Puerto Montt     | Puerto Montt           | Sebastián Hernández | Estadio Chinquihue               |
| Deportes Temuco           | Temuco                 | Mauricio Sanz       | Complejo M11                     |
| Everton                   | Viña del Mar           | Mario Vera          | Centro Deportivo Everton         |
| Fernández Vial            | Concepción             | Antonio Zaracho     | Municipal de San Pedro de La Paz |
| Palestino                 | Santiago (La Cisterna) | Claudio Quintiliani | Complejo Deportivo La Cisterna   |
| Santiago Morning          | Santiago (La Pintana)  | María Pry           | Municipal de La Pintana          |
| Santiago Wanderers        | Valparaíso             | Víctor Rodo         | Complejo Deportivo Mantagua      |
| Universidad Católica      | Santiago (Las Condes)  | Ronnie Radonich     | San Carlos de Apoquindo          |
| Universidad de Chile      | Santiago (Ñuñoa)       | Carlos Véliz        | Centro Deportivo Azul            |
| Universidad de Concepción | Concepción             | Nilson Concha       | Ester Roa Rebolledo              |

## Fase Grupal

### Grupo A
| Pos. | Equipo                    | Pts. | PJ | G  | E | P  | GF | GC | Dif. |  |
| ---- | ------------------------- | ---- | -- | -- | - | -- | -- | -- | ---- |  |
| 1    | Santiago Morning          | 37   | 14 | 12 | 1 | 1  | 72 | 8  | +64  |  |
| 2    | Colo-Colo                 | 37   | 14 | 12 | 1 | 1  | 62 | 9  | +53  |  |
| 3    | Fernández Vial            | 26   | 14 | 8  | 2 | 4  | 23 | 16 | +7   |  |
| 4    | Universidad de Concepción | 21   | 14 | 6  | 3 | 5  | 20 | 25 | −5   |  |
| 5    | Deportes Iquique          | 13   | 14 | 5  | 1 | 8  | 21 | 38 | −17  |  |
| 6    | Deportes Puerto Montt     | 13   | 14 | 4  | 1 | 9  | 17 | 44 | −27  |  |
| 7    | Deportes La Serena        | 8    | 14 | 2  | 2 | 10 | 12 | 51 | −39  |  |
| 8    | Santiago Wanderers (D)    | 3    | 14 | 0  | 3 | 11 | 6  | 42 | −36  |  |

Actualizado a los partidos jugados el 12 de septiembre de 2021.
 Fuente: ANFP
     Acceden a los cuartos de final.
     Accede a la Promoción.
     Desciende a la Primera B 2022.
| Sanciones |
| --- |
| - Deportes Iquique fue sancionado con la pérdida de 3 puntos, tras el fallo del Tribunal de Disciplina de la ANFP. |

### Grupo B
| Pos. | Equipo               | Pts. | PJ | G  | E | P  | GF | GC | Dif. |  |
| ---- | -------------------- | ---- | -- | -- | - | -- | -- | -- | ---- |  |
| 1    | Universidad de Chile | 38   | 14 | 12 | 2 | 0  | 83 | 3  | +80  |  |
| 2    | Palestino            | 32   | 14 | 10 | 2 | 2  | 59 | 15 | +44  |  |
| 3    | Universidad Católica | 28   | 14 | 9  | 1 | 4  | 24 | 19 | +5   |  |
| 4    | Deportes Antofagasta | 18   | 14 | 6  | 0 | 8  | 26 | 56 | −30  |  |
| 5    | Everton              | 17   | 14 | 5  | 2 | 7  | 28 | 35 | −7   |  |
| 6    | Audax Italiano       | 12   | 14 | 3  | 3 | 8  | 19 | 31 | −12  |  |
| 7    | Deportes Temuco (D)  | 9    | 14 | 2  | 3 | 9  | 14 | 53 | −39  |  |
| 8    | Cobresal (D)         | 7    | 14 | 2  | 1 | 11 | 12 | 53 | −41  |  |

Actualizado a los partidos jugados el 12 de septiembre de 2021.
 Fuente: ANFP
     Acceden a los cuartos de final.
     Accede a la Promoción.
     Desciende a la Primera B 2022.

## Tabla Anual
| Pos. | Equipo                    | Pts. | PJ | G  | E | P  | GF | GC | Dif. |  |
| ---- | ------------------------- | ---- | -- | -- | - | -- | -- | -- | ---- |  |
| 1    | Universidad de Chile      | 38   | 14 | 12 | 2 | 0  | 83 | 3  | +80  |  |
| 2    | Santiago Morning          | 37   | 14 | 12 | 1 | 1  | 72 | 8  | +64  |  |
| 3    | Colo-Colo                 | 37   | 14 | 12 | 1 | 1  | 62 | 9  | +53  |  |
| 4    | Palestino                 | 32   | 14 | 10 | 2 | 2  | 59 | 15 | +44  |  |
| 5    | Universidad Católica      | 28   | 14 | 9  | 1 | 4  | 24 | 19 | +5   |  |
| 6    | Fernández Vial            | 26   | 14 | 8  | 2 | 4  | 23 | 16 | +7   |  |
| 7    | Universidad de Concepción | 21   | 14 | 6  | 3 | 5  | 20 | 25 | −5   |  |
| 8    | Deportes Antofagasta      | 18   | 14 | 6  | 0 | 8  | 26 | 56 | −30  |  |
| 9    | Everton                   | 17   | 14 | 5  | 2 | 7  | 28 | 35 | −7   |  |
| 10   | Deportes Iquique          | 16   | 14 | 5  | 1 | 8  | 21 | 38 | −17  |  |
| 11   | Deportes Puerto Montt     | 13   | 14 | 4  | 1 | 9  | 17 | 44 | −27  |  |
| 12   | Audax Italiano            | 12   | 14 | 3  | 3 | 8  | 19 | 31 | −12  |  |
| 13   | Deportes Temuco (D)       | 9    | 14 | 2  | 3 | 9  | 14 | 53 | −39  |  |
| 14   | Deportes La Serena        | 8    | 14 | 2  | 2 | 10 | 12 | 51 | −39  |  |
| 15   | Cobresal (D)              | 7    | 14 | 2  | 1 | 11 | 12 | 53 | −41  |  |
| 16   | Santiago Wanderers (D)    | 3    | 14 | 0  | 3 | 11 | 6  | 42 | −36  |  |

Actualizado a los partidos jugados el 12 de septiembre de 2021.
 Fuente: ANFP
     Acceden a los cuartos de final.
     Accede a la Promoción.
     Desciende a la Primera B 2022.

## Fase Final
|  | Cuartos de final                | Cuartos de final                | Cuartos de final                |   |                  | Semifinales        | Semifinales        | Semifinales        |  |                  | Final          | Final          |  |
|  | 26 de septiembre y 3 de octubre | 26 de septiembre y 3 de octubre | 26 de septiembre y 3 de octubre |   |                  | 10 y 17 de octubre | 10 y 17 de octubre | 10 y 17 de octubre |  |                  | 8 de diciembre | 8 de diciembre |  |
|  |                                 |                                 |                                 |   |                  |                    |                    |                    |  |                  |                |                |  |
|  |                                 |                                 |                                 |   |                  |                    |                    |                    |  |                  |                |                |  |
|  | Santiago Morning                | 4                               | 10                              |   |                  |                    |                    |                    |  |                  |                |                |  |
|  | Santiago Morning                | 4                               | 10                              |   |                  |                    |                    |                    |  |                  |                |                |  |
|  | Deportes Antofagasta            | 0                               | 0                               |   |                  |                    |                    |                    |  |                  |                |                |  |
|  | Deportes Antofagasta            | 0                               | 0                               |   | Santiago Morning | 3                  | 2                  |                    |  |                  |                |                |  |
|  |                                 |                                 |                                 |   | Santiago Morning | 3                  | 2                  |                    |  |                  |                |                |  |
|  |                                 |                                 | Palestino                       | 1 | 1                |                    |                    |                    |  |                  |                |                |  |
|  | Palestino                       | 2                               | Palestino                       | 1 | 1                | 2                  |                    |                    |  |                  |                |                |  |
|  | Palestino                       | 2                               |                                 |   |                  |                    |                    |                    |  |                  |                |                |  |
|  | Fernández Vial                  | 0                               | 0                               |   |                  |                    |                    |                    |  |                  |                |                |  |
|  | Fernández Vial                  | 0                               | 0                               |   |                  |                    |                    |                    |  | Santiago Morning | 0              |                |  |
|  |                                 |                                 |                                 |   |                  |                    |                    |                    |  | Santiago Morning | 0              |                |  |
|  |                                 |                                 | Universidad de Chile            | 2 |                  |                    |                    |                    |  |                  |                |                |  |
|  | Colo-Colo                       | 5                               | Universidad de Chile            | 2 | 4                |                    |                    |                    |  |                  |                |                |  |
|  | Colo-Colo                       | 5                               |                                 |   |                  |                    |                    |                    |  |                  |                |                |  |
|  | Universidad Católica            | 0                               | 0                               |   |                  |                    |                    |                    |  |                  |                |                |  |
|  | Universidad Católica            | 0                               | 0                               |   | Colo-Colo        | 0                  | 1                  |                    |  |                  |                |                |  |
|  |                                 |                                 |                                 |   | Colo-Colo        | 0                  | 1                  |                    |  |                  |                |                |  |
|  |                                 |                                 | Universidad de Chile            | 2 | 2                |                    |                    |                    |  |                  |                |                |  |
|  | Universidad de Chile            | 2                               | Universidad de Chile            | 2 | 2                | 5                  |                    |                    |  |                  |                |                |  |
|  | Universidad de Chile            | 2                               |                                 |   |                  |                    |                    |                    |  |                  |                |                |  |
|  | Universidad de Concepción       | 0                               | 0                               |   |                  |                    |                    |                    |  |                  |                |                |  |
|  | Universidad de Concepción       | 0                               | 0                               |   |                  |                    |                    |                    |  |                  |                |                |  |
|  |                                 |                                 |                                 |   |                  |                    |                    |                    |  |                  |                |                |  |

## Campeón
|                      |
| Campeón invicto      |
| Universidad de Chile |
|                      |

## Promoción
El Partido de la Promoción por el 3.er descenso a la Primera B 2022, fue la llave que disputaron Deportes La Serena (penúltimo Grupo A) y Deportes Temuco (penúltimo Grupo B), en partidos de ida y vuelta.
Deportes La Serena ganó la llave con un 2-1 en el marcador global, manteniendo la categoría para la próxima temporada. Por su parte, Deportes Temuco jugará en la Primera B a partir del próximo año.
| 25 de septiembre de 2021, 11:00 | Deportes Temuco | 1:2 (1:0) | Deportes La Serena             | Complejo M11, Labranza    |                           |
|                                 | Ibáñez 1'       | Reporte   | 61' Paredes · 77' (pen.) Bacho | Árbitro(s): Génesis Lillo | Árbitro(s): Génesis Lillo |

| 3 de octubre de 2021, 11:00 | Deportes La Serena | 0:0 (0:0) (Global 2:1) | Deportes Temuco | La Portada, La Serena       |                             |
|                             |                    | Reporte                |                 | Árbitro(s): Madelaine Rojas | Árbitro(s): Madelaine Rojas |

## Goleadoras
- Actualizado: 8 de diciembre de 2021

| Jugadora        | Equipo               | Goles |
| --------------- | -------------------- | ----- |
| Karen Araya     | Santiago Morning     | 23    |
| Javiera Grez    | Colo-Colo            | 22    |
| Sonya Keefe     | Universidad de Chile | 17    |
| Yenny Acuña     | Santiago Morning     | 17    |
| Yessenia López  | Universidad de Chile | 16    |
| Bárbara Sánchez | Universidad de Chile | 16    |

## Entrenadores
|  |  |  |  |  |  |